# 1154 dans les croisades
Cette page regroupe les évènements concernant les Croisades qui sont survenus en 1154 :
- 25 avril : Nur ad-Din dépose Mujir ad-Din Abaq, le dernier atabeg bouride de Damas, et unifie ainsi la Syrie face aux Croisés[1].

- Croisade de Henri de Sandomierz en Terre Sainte.